# Dominique Jean Larrey
Dominique-Jean Larrey (født 8. juli 1766 i Beaudéau, død 1. august 1842 i Lyon) var en fransk militærkirurg. 
Larrey studerede under faderen, der også var militærlæge, dels i Toulouse, dels i Paris og blev marinelæge 1787. Han forsattes derefter til Rhinarméen 1792, og under sin tjeneste der foreslog han oprettelsen af "flyvende ambulancer", der skulde opsamle de sårede så hurtigt som muligt for at bringe dem til forbindingspladserne; de indførtes dog først året senere. I 1796 blev han professor ved militærlægeskolen Val de grace, men udkommanderedes snart til Italien, hvor han oprettede skoler af samme art i Padua, Milano, Udine, men måtte fra 1798 gøre tjeneste ved den store armé, som han fulgte til Ægypten, Rusland og tilbage til Waterloo, hvor han blev såret og taget til fange, men atter frigivet af Blücher, hvis søns liv han havde reddet. I 1802 kom Larrey tilbage til Paris og ansattes som overlæge ved militærhospitalet Gros-Caillou og ved Invalidehospitalet. I 1803 tildeltes doktorgraden ham for et arbejde, han tidligere havde udgivet, Dissertation sur les Amputations des membres à la suite des coups de feu (ny udgave 1808). Fra 1805 var han generallæge for de napoleonske hære, og deltog personlig i alle felttogene. Napoleon, der satte stor pris på Larrey, udnævnte ham til baron på slagmarken ved Wagram 1809 og testamenterede ham som den største hædersmand, han havde kendt, 100000 francs. Soldaterne så på samme måde på Larrey, der selv var med i kampene og flere gange blev såret. De kaldte ham deres virkelige beskytter. Da kejserdømmet var faldet, blev han chefkirurg ved garden, æresmedlem af Conseil de santé des armées, medlem af Académie de médecine og af Instituttet (1829). Larrey har været en overmåde fremragende militærlæge, ikke blot i rent praktisk henseende, men navnlig hvad indretningen af sanitetsvæsenet og hele den sanitære organisation angår. Han har skrevet mange fremragende skrifter og var en stor stilist: Relation historique et chirurgicale de l'expédition de l'armée d'Orient en Egypte et en Syrie (1803), Mémoires de chirurgie militaires et campagnes (1812—17, 4 bind), Clinique chirurgicale exercée particulièrement dans les camps et les hopitaux militaires depuis 1792 jusqu'en 1829 (5 bind, 1830—36).